# Giulio Giacomin
Giulio Giacomin (Trieste, 6 maggio 1967) è un allenatore di calcio ed ex calciatore italiano, di ruolo centrocampista.

## Carriera

### Giocatore
Comincia nella Pro Gorizia in Interregionale. Nel 1991 approda al Sandonà dove nel 1994 ottiene la promozione in Serie C2. Nel 1997 passa al Cittadella dove ottiene due promozioni, nel 1998 in Serie C1 e nel 2000 in Serie B. Nel 2003 gioca una stagione con il Padova.
Vanta 70 partite in Serie B.

### Allenatore
Dopo essersi ritirato nel 2006, dal 2008 al 2014 è stato il vice allenatore del Cittadella in Serie B.
Il 22 luglio 2014 viene nominato tecnico della formazione Primavera del Cittadella, in sostituzione di Luigi Capuzzo. Successivamente complice la retrocessione del Cittadella in Lega Pro, viene nominato tecnico della formazione Berretti. L'11 giugno 2016 con la formazione Berretti si laurea Campione d'Italia, battendo in finale l'Arezzo 2-1. Con la conseguente promozione del Cittadella in Serie B, nella stagione 2016-2017, torna a guidare la formazione Primavera.
Nel giugno del 2017, diventa il nuovo tecnico della formazione Primavera dell'Udinese.. 
Il 3 luglio 2021 viene ufficializzato come allenatore del Sandonà 1922 nel campionato di Eccellenza Veneto, società nella quale ha lungamente militato in passato come giocatore. Il 10 giugno 2022 la società comunica di avergli rinnovato la fiducia anche per la stagione successiva, salvo poi salutarlo a inizio luglio, quando Giacomin riceve un'offerta come collaboratore tecnico nel calcio professionistico.
L'11 gennaio 2024 viene annunciato come nuovo allenatore del Mestre, squadra di Serie D.

## Palmarès

### Giocatore

#### Competizioni nazionali
- Campionato Nazionale Dilettanti: 1

San Donà: 1993-1994

### Allenatore

#### Competizioni giovanili
- Campionato nazionale Dante Berretti: 1

Cittadella: 2015-2016